# Eintracht Frankfurt 2006-2007
Questa voce raccoglie le informazioni riguardanti l'Eintracht Frankfurt nelle competizioni ufficiali della stagione 2006-2007.

## Stagione
Nella stagione 2006-2007 l'Eintracht Francoforte, allenato da Friedhelm Funkel, concluse il campionato di Bundesliga al 14º posto. In Coppa di Germania l'Eintracht Francoforte fu eliminato in semifinale dal Norimberga. In Coppa UEFA l'Eintracht Francoforte fu eliminato nella fase a gironi.

## Rosa
| N. |                               | Ruolo | Calciatore           |
| -- | ----------------------------- | ----- | -------------------- |
| 1  | Macedonia del Nord (bandiera) | P     | Oka Nikolov          |
| 2  | Germania (bandiera)           | D     | Patrick Ochs         |
| 3  | Germania (bandiera)           | C     | Faton Toski          |
| 4  | Germania (bandiera)           | C     | Christoph Preuß      |
| 5  | Macedonia del Nord (bandiera) | D     | Aleksandar Vasoski   |
| 6  | Germania (bandiera)           | C     | Michael Fink         |
| 7  | Germania (bandiera)           | C     | Benjamin Köhler      |
| 8  | Germania (bandiera)           | C     | Albert Streit        |
| 9  | Germania (bandiera)           | A     | Marcel Heller        |
| 10 | Austria (bandiera)            | C     | Markus Weissenberger |
| 11 | Germania (bandiera)           | A     | Michael Thurk        |
| 13 | Stati Uniti (bandiera)        | C     | Jermaine Jones       |
| 14 | Germania (bandiera)           | A     | Alexander Meier      |

| N. |                     | Ruolo | Calciatore           |
| -- | ------------------- | ----- | -------------------- |
| 16 | Svizzera (bandiera) | D     | Christoph Spycher    |
| 18 | Grecia (bandiera)   | A     | Giannīs Amanatidīs   |
| 19 | Giappone (bandiera) | A     | Naohiro Takahara     |
| 21 | Germania (bandiera) | P     | Markus Pröll         |
| 22 | Germania (bandiera) | D     | Christopher Reinhard |
| 23 | Germania (bandiera) | D     | Marco Russ           |
| 27 | Grecia (bandiera)   | D     | Sōtīrīs Kyrgiakos    |
| 28 | Germania (bandiera) | P     | Jan Zimmermann       |
| 29 | Brasile (bandiera)  | D     | Chris                |
| 30 | Svizzera (bandiera) | C     | Benjamin Huggel      |
| 31 | Germania (bandiera) | D     | Mounir Chaftar       |
| 33 | Germania (bandiera) | D     | Marko Rehmer         |
| 34 | Spagna (bandiera)   | P     | Pablo Álvarez        |

## Organigramma societario
Area tecnica
- Allenatore: Friedhelm Funkel
- Allenatore in seconda: Armin Reutershahn
- Preparatore dei portieri: Andreas Menger
- Preparatori atletici:

## Calciomercato

### Sessione estiva
| Acquisti | Acquisti          | Acquisti                         | Acquisti |
| R.       | Nome              | da                               | Modalità |
| -------- | ----------------- | -------------------------------- | -------- |
| A        | Michael Thurk     | Magonza                          |          |
| C        | Michael Fink      | Arminia Bielefeld                |          |
| C        | Alexander Huber   | Hoffenheim                       |          |
| D        | Sōtīrīs Kyrgiakos | Rangers                          |          |
| C        | Albert Streit     | Colonia                          |          |
| A        | Naohiro Takahara  | Amburgo                          |          |
| C        | Faton Toski       | Eintracht Francoforte (Juniores) |          |

| Cessioni | Cessioni         | Cessioni       | Cessioni |
| R.       | Nome             | da             | Modalità |
| -------- | ---------------- | -------------- | -------- |
| A        | Francisco Copado | Hoffenheim     |          |
| D        | Cha Du-ri        | Magonza        |          |
| C        | Stefan Lexa      | Kaiserslautern |          |
| D        | Jurica Puljiz    | Široki Brijeg  |          |
| C        | Alexander Schur  | Seligenstadt   |          |

### Sessione invernale
| Acquisti | Acquisti      | Acquisti | Acquisti |
| R.       | Nome          | da       | Modalità |
| -------- | ------------- | -------- | -------- |
| A        | Marcel Heller | Siegen   |          |

| Cessioni | Cessioni            | Cessioni               | Cessioni |
| R.       | Nome                | da                     | Modalità |
| -------- | ------------------- | ---------------------- | -------- |
| C        | Daniyel Cimen       | Eintracht Braunschweig |          |
| C        | Alexander Huber     | Eintracht Braunschweig |          |
| A        | Dominik Stroh-Engel | Wehen Wiesbaden        |          |

## Risultati

### Bundesliga

#### Girone di andata
| Arbitro: | Stark |

|              |           |                |
| Altıntop 30’ | Marcatori | 72’ Amanatidīs |

| Francoforte sul Meno 19 agosto 2006, ore 15:30 CEST 2ª giornata | Eintracht Francoforte | 0 – 0 referto | Wolfsburg | Commerzbank-Arena (40 000 spett.)\| Arbitro: \| Schmidt \| |
| Arbitro:                                                        | Schmidt               |               |           |                                                            |

| Arbitro: | Meyer |

|               |           |                |
| Jovanović 84’ | Marcatori | 25’ Amanatidīs |

| Arbitro: | Fandel |

|                                 |           |             |
| Takahara 55’ Thurk 70’ Ochs 84’ | Marcatori | 52’ Madouni |

| Arbitro: | Rafati |

|           |           |           |
| Gómez 73’ | Marcatori | 88’ Meier |

| Arbitro: | Fleischer |

|                          |           |                        |
| Meier 36’ Amanatidīs 58’ | Marcatori | 51’ Ljuboja 69’ Sanogo |

| Arbitro: | Sippel |

|               |           |           |
| Hashemian 22’ | Marcatori | 56’ Meier |

| Arbitro: | Kircher |

|                                 |           |                      |
| Amanatidīs 4’ (rig.) Streit 57’ | Marcatori | 5’ Saenko 51’ Pinola |

| Arbitro: | Meyer |

|                           |           |  |
| Makaay 24’ van Bommel 29’ | Marcatori |  |

| Arbitro: | Wack |

|              |           |  |
| Takahara 78’ | Marcatori |  |

| Arbitro: | Fleischer |

|  |           |              |
|  | Marcatori | 22’ Takahara |

| Arbitro: | Weiner |

|  |           |                                    |
|  | Marcatori | 26’ Wichniarek 63’ Zuma 84’ Ndjeng |

| Arbitro: | Gagelmann |

|                                                           |           |                              |
| Misimović 29’ (rig.) Maltritz 33’ Butscher 36’ Gkekas 46’ | Marcatori | 1’, 5’ Streit 56’ Amanatidīs |

| Arbitro: | Sippel |

|               |           |              |
| Kyrgiakos 38’ | Marcatori | 79’ Smolarek |

| Arbitro: | Meyer |

|                          |           |                        |
| Schlaudraff 32’ Fiél 81’ | Marcatori | 14’, 43’, 62’ Takahara |

| Arbitro: | Kinhöfer |

|                       |           |                                                     |
| Russ 4’ Kyrgiakos 81’ | Marcatori | 3’, 31’, 48’ Naldo 11’ Jensen 86’ Vranješ 90’ Diego |

| Arbitro: | Seemann |

|             |           |  |
| Giménez 63’ | Marcatori |  |

#### Girone di ritorno
| Arbitro: | Fleischer |

|              |           |                             |
| Takahara 48’ | Marcatori | 17’ Varela 70’, 90’ Kurányi |

| Arbitro: | Perl |

|                        |           |                     |
| Klimowicz 8’ Hanke 73’ | Marcatori | 63’ Thurk 69’ Meier |

| Francoforte sul Meno 3 febbraio 2007, ore 15:30 CET 20ª giornata | Eintracht Francoforte | 0 – 0 referto | Magonza | Commerzbank-Arena (51 300 spett.)\| Arbitro: \| Brych \| |
| Arbitro:                                                         | Brych                 |               |         |                                                          |

| Arbitro: | Kempter |

|                               |           |                         |
| Jones 39’ (aut.) Kießling 90’ | Marcatori | 42’ Kyrgiakos 84’ Meier |

| Arbitro: | Stark |

|  |           |                                                  |
|  | Marcatori | 2’ Hilbert 16’ Gómez 44’ Osorio 78’ Hitzlsperger |

| Arbitro: | Perl |

|                                          |           |              |
| van der Vaart 7’ Trochowski 77’ Olić 90’ | Marcatori | 59’ Takahara |

| Arbitro: | Merk |

|                        |           |  |
| Takahara 58’ Thurk 74’ | Marcatori |  |

| Arbitro: | Meyer |

|                               |           |                            |
| Spycher 81’ (aut.) Vittek 87’ | Marcatori | 26’ Kyrgiakos 69’ Takahara |

| Arbitro: | Weiner |

|           |           |  |
| Preuß 78’ | Marcatori |  |

| Arbitro: | Kinhöfer |

|           |           |               |
| Insúa 89’ | Marcatori | 11’ Kyrgiakos |

| Arbitro: | Sippel |

|           |           |                                        |
| Meier 64’ | Marcatori | 58’ Radu 76’ (aut.) Preuß 90’ Munteanu |

| Arbitro: | Fleischer |

|                       |           |                                                   |
| Kučera 28’ Eigler 81’ | Marcatori | 10’, 47’ (rig.) Amanatidīs 33’ Vasoski 90’ Heller |

| Arbitro: | Rafati |

|  |           |                            |
|  | Marcatori | 32’ Gkekas 58’, 69’ Epalle |

| Arbitro: | Brych |

|               |           |  |
| Frei 39’, 66’ | Marcatori |  |

| Arbitro: | Kircher |

|                                               |           |  |
| Huggel 3’ Vasoski 31’ Takahara 57’ Köhler 80’ | Marcatori |  |

| Arbitro: | Merk |

|          |           |                                 |
| Hunt 34’ | Marcatori | 13’ Amanatidīs 69’ (aut.) Naldo |

| Arbitro: | Perl |

|            |           |                          |
| Streit 61’ | Marcatori | 48’ Boateng 87’ Pantelić |

### Coppa di Germania
| Arbitro: | Brych |

|  |           |                         |
|  | Marcatori | 30’ Takahara 60’ Streit |

| Arbitro: | Stark |

|          |           |                                 |
| Löbe 57’ | Marcatori | 9’ Weissenberger 28’ Amanatidīs |

| Arbitro: | Weiner |

|                                      |           |            |
| Meier 2’ Takahara 95’ Kyrgiakos 112’ | Marcatori | 18’ Madsen |

| Arbitro: | Kircher |

|  |           |                            |
|  | Marcatori | 11’ Fink 61’, 72’ Takahara |

| Arbitro: | Fandel |

|                                                    |           |  |
| Engelhardt 3’ Saenko 25’ Galásek 54’ Pagenburg 89’ | Marcatori |  |

### Coppa UEFA

#### Fase di qualificazione
| Arbitro: | Styles |

|                                              |           |  |
| Thurk 51’ (rig.), 71’ (rig.), 78’ Köhler 90’ | Marcatori |  |

| Arbitro: | Vink |

|                            |           |                 |
| Ericsson 20’ Rasmussen 66’ | Marcatori | 7’, 52’ Vasoski |

#### Fase a gironi
| Arbitro: | Yefet |

|            |           |                          |
| Streit 45’ | Marcatori | 50’ Brienza 88’ Zaccardo |

| Arbitro: | Dougal |

|            |           |           |
| Perera 10’ | Marcatori | 17’ Huber |

| Francoforte sul Meno 30 novembre 2006, ore 20:45 CET 3ª giornata | Eintracht Francoforte | 0 – 0 referto | Newcastle Utd | Commerzbank-Arena (47 000 spett.)\| Arbitro: \| Proença \| |
| Arbitro:                                                         | Proença               |               |               |                                                            |

| Arbitro: | Wegereef |

|                       |           |                  |
| Şanlı 63’ Şentürk 82’ | Marcatori | 8’, 51’ Takahara |

## Statistiche

### Statistiche di squadra
| Competizione      | Punti | In casa | In casa | In casa | In casa | In casa | In casa | In trasferta | In trasferta | In trasferta | In trasferta | In trasferta | In trasferta | Totale | Totale | Totale | Totale | Totale | Totale | DR  |
| Competizione      | Punti | G       | V       | N       | P       | Gf      | Gs      | G            | V            | N            | P            | Gf           | Gs           | G      | V      | N      | P      | Gf     | Gs     | DR  |
| ----------------- | ----- | ------- | ------- | ------- | ------- | ------- | ------- | ------------ | ------------ | ------------ | ------------ | ------------ | ------------ | ------ | ------ | ------ | ------ | ------ | ------ | --- |
| Bundesliga        | 40    | 17      | 5       | 5       | 7       | 21      | 30      | 17           | 4            | 8            | 5            | 25           | 28           | 34     | 9      | 13     | 12     | 46     | 58     | -12 |
| Coppa di Germania | -     | 1       | 1       | 0       | 0       | 3       | 1       | 4            | 3            | 0            | 1            | 7            | 5            | 5      | 4      | 0      | 1      | 10     | 6      | +4  |
| Coppa UEFA        | -     | 3       | 1       | 1       | 1       | 5       | 2       | 3            | 0            | 3            | 0            | 5            | 5            | 6      | 1      | 4      | 1      | 10     | 7      | +3  |
| Totale            | 40    | 21      | 7       | 6       | 8       | 29      | 33      | 24           | 7            | 11           | 6            | 37           | 38           | 45     | 14     | 17     | 14     | 66     | 71     | -5  |

### Andamento in campionato
| Giornata  | 1 | 2  | 3  | 4 | 5 | 6 | 7  | 8  | 9  | 10 | 11 | 12 | 13 | 14 | 15 | 16 | 17 | 18 | 19 | 20 | 21 | 22 | 23 | 24 | 25 | 26 | 27 | 28 | 29 | 30 | 31 | 32 | 33 | 34 |
| --------- | - | -- | -- | - | - | - | -- | -- | -- | -- | -- | -- | -- | -- | -- | -- | -- | -- | -- | -- | -- | -- | -- | -- | -- | -- | -- | -- | -- | -- | -- | -- | -- | -- |
| Luogo     | T | C  | T  | C | T | C | T  | C  | T  | C  | T  | C  | T  | C  | T  | C  | T  | C  | T  | C  | T  | C  | T  | C  | T  | C  | T  | C  | T  | C  | T  | C  | T  | C  |
| Risultato | N | N  | N  | V | N | N | N  | N  | P  | V  | V  | P  | P  | N  | V  | P  | P  | P  | N  | N  | N  | P  | P  | V  | N  | V  | N  | P  | V  | P  | P  | V  | V  | P  |
| Posizione | 7 | 11 | 12 | 7 | 7 | 9 | 10 | 12 | 13 | 10 | 7  | 10 | 10 | 11 | 8  | 10 | 10 | 11 | 12 | 13 | 12 | 15 | 17 | 16 | 16 | 12 | 13 | 15 | 12 | 14 | 15 | 14 | 14 | 14 |

Legenda:

Luogo: C = Casa; T = Trasferta. Risultato: V = Vittoria; N = Pareggio; P = Sconfitta.

### Statistiche dei giocatori
| Giocatore        | Bundesliga | Bundesliga | Bundesliga  | Bundesliga | Coppa di Germania | Coppa di Germania | Coppa di Germania | Coppa di Germania | Coppa UEFA | Coppa UEFA | Coppa UEFA  | Coppa UEFA | Totale   | Totale | Totale      | Totale     |
| Giocatore        | Presenze   | Reti       | Ammonizioni | Espulsioni | Presenze          | Reti              | Ammonizioni       | Espulsioni        | Presenze   | Reti       | Ammonizioni | Espulsioni | Presenze | Reti   | Ammonizioni | Espulsioni |
| ---------------- | ---------- | ---------- | ----------- | ---------- | ----------------- | ----------------- | ----------------- | ----------------- | ---------- | ---------- | ----------- | ---------- | -------- | ------ | ----------- | ---------- |
| I. Amanatidīs    | 27         | 8          | 1           | 0          | 3                 | 1                 | 0                 | 0                 | 5          | 0          | 1           | 0          | 35       | 9      | 2           | 0          |
| M. Chaftar       | 2          | 0          | 0           | 0          | 1                 | 0                 | 0                 | 0                 | 0          | 0          | 0           | 0          | 3        | 0      | 0           | 0          |
| C. Chris         | 13         | 0          | 3           | 0          | 0                 | 0                 | 0                 | 0                 | 0          | 0          | 0           | 0          | 13       | 0      | 3           | 0          |
| D. Cimen         | 4          | 0          | 1           | 0          | 0                 | 0                 | 0                 | 0                 | 0          | 0          | 0           | 0          | 4        | 0      | 1           | 0          |
| F. Copado        | 1          | 0          | 1           | 0          | 0                 | 0                 | 0                 | 0                 | 0          | 0          | 0           | 0          | 1        | 0      | 1           | 0          |
| M. Fink          | 23         | 0          | 3           | 0          | 3                 | 1                 | 0                 | 0                 | 6          | 0          | 0           | 0          | 32       | 1      | 3           | 0          |
| M. Heller        | 11         | 1          | 0           | 0          | 1                 | 0                 | 0                 | 0                 | 0          | 0          | 0           | 0          | 12       | 1      | 0           | 0          |
| A. Huber         | 3          | 0          | 0           | 0          | 1                 | 0                 | 0                 | 0                 | 1          | 1          | 0           | 0          | 5        | 1      | 0           | 0          |
| B. Huggel        | 25         | 1          | 3           | 0          | 4                 | 0                 | 2                 | 0                 | 5          | 0          | 3           | 0          | 34       | 1      | 8           | 0          |
| J. Jones         | 4          | 0          | 1           | 0          | 1                 | 0                 | 0                 | 0                 | 0          | 0          | 0           | 0          | 5        | 0      | 1           | 0          |
| S. Kyrgiakos     | 27         | 5          | 1           | 2          | 4                 | 1                 | 0                 | 0                 | 6          | 0          | 1           | 0          | 37       | 6      | 2           | 2          |
| B. Köhler        | 23         | 1          | 0           | 0          | 5                 | 0                 | 0                 | 0                 | 6          | 1          | 2           | 0          | 34       | 2      | 2           | 0          |
| A. Meier         | 29         | 6          | 4           | 0          | 4                 | 1                 | 0                 | 0                 | 3          | 0          | 0           | 1          | 36       | 7      | 4           | 1          |
| O. Nikolov       | 20         | 0          | 1           | 0          | 3                 | 0                 | 0                 | 0                 | 1          | 0          | 0           | 0          | 24       | 0      | 1           | 0          |
| P. Ochs          | 30         | 1          | 9           | 0          | 4                 | 0                 | 0                 | 0                 | 6          | 0          | 0           | 0          | 40       | 1      | 9           | 0          |
| C. Preuß         | 14         | 1          | 2           | 0          | 2                 | 0                 | 0                 | 0                 | 0          | 0          | 0           | 0          | 16       | 1      | 2           | 0          |
| M. Pröll         | 14         | 0          | 0           | 0          | 2                 | 0                 | 0                 | 0                 | 5          | 0          | 0           | 0          | 21       | 0      | 0           | 0          |
| M. Rehmer        | 12         | 0          | 0           | 0          | 0                 | 0                 | 0                 | 0                 | 5          | 0          | 0           | 0          | 17       | 0      | 0           | 0          |
| C. Reinhard      | 2          | 0          | 0           | 0          | 2                 | 0                 | 1                 | 0                 | 0          | 0          | 0           | 0          | 4        | 0      | 1           | 0          |
| M. Russ          | 27         | 1          | 2           | 0          | 3                 | 0                 | 2                 | 0                 | 2          | 0          | 0           | 0          | 32       | 1      | 4           | 0          |
| C. Spycher       | 30         | 0          | 0           | 2          | 4                 | 0                 | 0                 | 0                 | 6          | 0          | 0           | 0          | 40       | 0      | 0           | 2          |
| A. Streit        | 29         | 4          | 8           | 0          | 4                 | 1                 | 0                 | 0                 | 5          | 1          | 1           | 0          | 38       | 6      | 9           | 0          |
| D. Stroh-Engel   | 0          | 0          | 0           | 0          | 0                 | 0                 | 0                 | 0                 | 0          | 0          | 0           | 0          | 0        | 0      | 0           | 0          |
| N. Takahara      | 30         | 11         | 1           | 0          | 4                 | 4                 | 1                 | 0                 | 5          | 2          | 0           | 0          | 39       | 17     | 2           | 0          |
| M. Thurk         | 24         | 3          | 3           | 0          | 4                 | 0                 | 0                 | 0                 | 5          | 3          | 2           | 0          | 33       | 6      | 5           | 0          |
| F. Toski         | 2          | 0          | 0           | 0          | 0                 | 0                 | 0                 | 0                 | 0          | 0          | 0           | 0          | 2        | 0      | 0           | 0          |
| A. Vasoski       | 26         | 2          | 0           | 3          | 5                 | 0                 | 1                 | 0                 | 6          | 2          | 2           | 0          | 37       | 4      | 3           | 3          |
| M. Weissenberger | 9          | 0          | 0           | 0          | 5                 | 1                 | 0                 | 0                 | 4          | 0          | 1           | 0          | 18       | 1      | 1           | 0          |
| J. Zimmermann    | 1          | 0          | 0           | 0          | 0                 | 0                 | 0                 | 0                 | 0          | 0          | 0           | 0          | 1        | 0      | 0           | 0          |
| P. Álvarez       | 0          | 0          | 0           | 0          | 0                 | 0                 | 0                 | 0                 | 0          | 0          | 0           | 0          | 0        | 0      | 0           | 0          |